# 哈爾斯角 (特拉華州)
哈爾斯角（英語：Hares Corner）是位於美國特拉華州紐卡斯爾縣的一個非建制地區。該地的面積和人口皆未知。

## 地理
哈爾斯角的座標為39°39′55″N 75°36′15″W / 39.66528°N 75.60417°W，而該地的平均海拔高度為20米（即66英尺）。